# Landkreis Bernkastel-Wittlich
Der Landkreis Bernkastel-Wittlich ist eine Gebietskörperschaft in Rheinland-Pfalz. Sitz der Kreisverwaltung und zugleich bevölkerungsreichste Stadt ist Wittlich. Der Landkreis ist flächenmäßig der zweitgrößte in Rheinland-Pfalz nach dem Eifelkreis Bitburg-Prüm.

## Geographie

### Lage
Der Landkreis liegt zu beiden Seiten der Mosel, die von Südwesten nach Nordosten den Kreis durchfließt. Im Norden steigt die Landschaft zur Eifel hin an, im Süden zum Hunsrück. Im äußersten Süden des Kreises liegt der höchste Berg des Hunsrücks, der Erbeskopf (816 m), zugleich höchster Berg von Rheinland-Pfalz.

### Nachbarkreise
Der Landkreis grenzt im Uhrzeigersinn im Norden beginnend an die Landkreise Vulkaneifel, Cochem-Zell, Rhein-Hunsrück-Kreis, Birkenfeld, Trier-Saarburg und Eifelkreis Bitburg-Prüm.

## Geschichte
Das heutige Kreisgebiet von Bernkastel-Wittlich war vor Ende des 18. Jahrhunderts in viele Territorien zersplittert. In den von der Französischen Revolution ausgelösten Kriegen kam das Gebiet unter französische Herrschaft. 1815 kam es unter preußischer Verwaltung und 1816 entstanden die beiden Kreise Bernkastel und Wittlich, die 1946 Teil des Landes Rheinland-Pfalz wurden.
Der Landkreis Wittlich und der größte Teil des Landkreises Bernkastel wurden bei der Kreisreform in Rheinland-Pfalz am 7. Juni 1969 zum heutigen Landkreis vereinigt, wobei außerdem die Stadt Traben-Trarbach sowie die Ortsgemeinden Burg, Enkirch, Starkenburg und Thalkleinich des aufgelösten Landkreises Zell (Mosel) einbezogen wurden. Das Gebiet um Rhaunen des Landkreises Bernkastel kam zum Landkreis Birkenfeld. Am 7. November 1970 wurde die Abgrenzung des Landkreises geändert. Die Ortsgemeinden Beuren, Irmenach und Lötzbeuren des Rhein-Hunsrück-Kreises sowie die Ortsgemeinden Breit, Büdlich, Heidenburg und Trittenheim des Landkreises Trier-Saarburg kamen neu zum Landkreis, während die Ortsgemeinden Spangdahlem, Gransdorf, Oberkail, Seinsfeld und Steinborn in den Landkreis Bitburg-Prüm wechselten.
Am 1. Januar 2012 wechselte die Ortsgemeinde Trittenheim zurück in den Landkreis Trier-Saarburg.
Der Landkreis gehört seit 1994 zur Initiative Region Trier (IRT), in der regionale öffentliche Institutionen, Verwaltungen, Hochschulen, Unternehmen, Banken und engagierte Einzelpersonen mit dem Ziel, die Zukunft der Region als wirtschaftlich attraktiven, kulturell bedeutsamen und ökologisch intakten Raum mit hohem Lebens- und Freizeitwert zu sichern, partnerschaftlich zusammenarbeiten.
Am 25. Mai 2009 erhielt der Landkreis den von der Bundesregierung verliehenen Titel „Ort der Vielfalt“.

### Einwohnerentwicklung
| Jahr | Einwohner | Quelle |
| ---- | --------- | ------ |
| 1970 | 110.000   | [ 3 ]  |
| 1980 | 106.700   | [ 4 ]  |
| 1990 | 107.900   | [ 5 ]  |
| 2000 | 113.900   | [ 6 ]  |
| 2010 | 111.073   |        |
| 2016 | 112.006   |        |
| 2023 | 115.083   |        |

|  |

### Konfessionsstatistik
Laut der Volkszählung 2011 waren im Jahr 2011 68,6 %  römisch-katholisch, 15,4 % der Einwohner evangelisch und 16,0 % waren konfessionslos, gehörten einer anderen Glaubensgemeinschaft an oder machten keine Angabe. Die Zahl der Protestanten und Katholiken ist seitdem gesunken. Ende Januar 2025 hatten 52,7 % der Einwohner die katholische Konfession und 12,2 % die evangelische. 35,1 % gehörten entweder einer anderen Glaubensgemeinschaft an oder waren konfessionslos.

## Politik

### Kreistag
Der Kreistag des Landkreises Bernkastel-Wittlich besteht aus 42 in einer personalisierten Verhältniswahl gewählten Kreistagsmitgliedern und dem Landrat als Vorsitzendem.
Ergebnis der Kreistagswahl vom 9. Juni 2024 (alle Angaben in Prozent, in Klammern die Veränderung zur Wahl 2019):
SPD 15,6 (−2,9), CDU 38,6 (+1,6), GRÜNE 8,4 (−5,2), AfD 11,2 (+4,3), FDP 5,8 (−2,6),
FWG/FW 14,4 (+3,9), ÖDP 1,9 (−0,1), WSW 4,1 (+4,1), Sonstige 0,0 (−3,1).
Die Wahlbeteiligung betrug 63,9 %.
Sitzverteilung:
| Wahl | SPD | CDU | Grüne | AfD | FDP | FWG/FW | ÖDP | WSW | Summe    |
| ---- | --- | --- | ----- | --- | --- | ------ | --- | --- | -------- |
| 2024 | 7   | 16  | 3     | 5   | 2   | 6      | 1   | 2   | 42 Sitze |
| 2019 | 8   | 15  | 6     | 3   | 4   | 4      | 1   | –   | 42 Sitze |
| 2014 | 10  | 19  | 3     | –   | 3   | 5      | 1   | –   | 42 Sitze |
| 2009 | 9   | 19  | 3     | –   | 5   | 4      | –   | –   | 42 Sitze |
| 2004 | 9   | 22  | 3     | –   | 3   | 3      | –   | –   | 42 Sitze |
| 1999 | 12  | 22  | 2     | –   | 2   | 4      | –   | –   | 42 Sitze |

- FWG/FW = FWG Kreisverband Bernkastel-Wittlich e. V., ab 2024: Freie Wähler Kreisvereinigung Bernkastel-Wittlich
- WSW = Wählerinitiative zur Unterstützung von Sahra Wagenknecht – WSW e. V.
- Die VBB (Vereinigung Bürger für Bürger e. V.) hatte 2004 zwei Sitze und 2009 einen Sitz
- Die Linke hatte 2009, 2014 und 2019 jeweils einen Sitz

### Landräte
- 1969 bis 1993: Helmut Gestrich (CDU)
- 1993 bis 2011: Beate Läsch-Weber (CDU)
- 2011 bis 2025: Gregor Eibes (CDU)[11][12]
- seit März 2025: Andreas Hackethal (CDU)[13][14]

### Wappen und Flagge
Der Landkreis Bernkastel-Wittlich führt ein Wappen und eine Flagge.
Beschreibung des Wappens: Unter silbernem Schildhaupt mit durchgehendem roten Kreuz eine eingebogene, aufsteigende, von rot und Silber geschachtete Spitze; rechts in Gold ein roter Krebs, links in Rot zwei aufrechte silberne Schlüssel, deren Schließblätter halb aufeinander gelegt sind.
Begründung: Das Kreuz steht für das Erzbistum Trier, das den überwiegenden Teil des Kreisgebiets beherrschte. Die beiden Schlüssel sind dem Wappen der Stadt Wittlich entnommen. Der Krebs steht für Kardinal Nikolaus von Kues, eigentlicher Name Cryfftz (= Krebs) und der rot-silberne Schach für die Grafschaft Sponheim, zu der unter anderem die Stadt Traben-Trarbach gehörte. Das Wappen wurde per 21. Dezember 1971 genehmigt.

Wappen des Landkreises
Hissflagge
Hängeflagge
Bannerflagge

## Verkehr
Die von der Preußischen Staatsbahn 1879 eröffnete Hauptbahn Koblenz–Trier folgt im Kreisgebiet nicht den Schleifen des Tales, sondern führt in einigem Abstand ziemlich geradlinig dahin. Nur die 1883 gebaute Stichbahn (Bullay–) Pünderich–Traben–Trarbach liegt am Moselufer.
Im selben Jahr erhielt die damalige Kreisstadt Bernkastel-Kues bei der Station Wengerohr – heute Wittlich Hbf – einen Anschluss von der Hauptstrecke her. 1885 folgte eine Zweigbahn nach der Stadt Wittlich, die 1909/1910 bis zur Nachbarkreisstadt Daun verlängert wurde. Auf der Hunsrückhöhe verkehrte seit 1902 eine Nebenbahn von Simmern bis Morbach und 1903 weiter bis Hermeskeil.
Die zahlreichen Städte und Dörfer an der Mosel wurden erst durch die Moselbahn AG in den Jahren 1903–05 an eine den Windungen des Tales folgende Kleinbahn angeschlossen, die von Trier bis Bullay reichte. Eine von der Allgemeinen Deutschen Kleinbahn-Gesellschaft im Jahr 1900 vor allem für den Güterverkehr geschaffene Schmalspurbahn verband Binsfeld mit der Strecke Köln – Trier in der Station Philippsheim.
Das umfangreiche Schienennetz von 181 km Länge wurde bis 1988 um 140 km reduziert:
- 1961: Traben-Trarbach Ost–Reil Ost–Bullay Süd  12 km
- 1962: Niederemmel-Piesport–Traben-Trarbach Ost 38 km
- 1965: Philippsheim–Binsfeld  7 km (Spur: 750 mm)
- 1966: Neumagen-Dhron–Niederemmel-Piesport       4 km
- 1968: Trier–Trittenheim–Neumagen-Dhron          5 km
- 1976: Simmern–Morbach–Dhronecken–Hermeskeil    32 km
- 1981: Wittlich–Manderscheid-Pantenburg–Daun    23 km
- 1985: Wittlich Hbf–Bernkastel-Kues             15 km
- 1988: Wittlich Hbf–Wittlich                     4 km

Es umfasst jetzt nur noch die Hauptstrecke (Moselstrecke) mit einer Nebenbahn (Bullay–Traben-Trarbach), insgesamt also 41 km.
Durch das Kreisgebiet führen die Bundesautobahnen 1 (Trier–Koblenz) und 60 (Lüttich–Kreuz Wittlich), deren Fortsetzung als B 50 neu über den Hunsrück in Richtung Rhein-Main-Gebiet führt. Ferner durchziehen die Bundesstraßen 50, 53 und 327 (Hunsrückhöhenstraße) den Landkreis.

## Städte und Gemeinden
(Einwohner am 31. Dezember 2023)
Verbandsfreie Gemeinden
- 1. Morbach (10.687)
- 2. Wittlich, Stadt * (19.718)

Verbandsangehörige Gemeinden, gegliedert nach Verbandsgemeinden:
(Sitz der Verbandsgemeindeverwaltung *)
- 1. Verbandsgemeinde Bernkastel-Kues

1. Bernkastel-Kues, Stadt * (7205)
2. Brauneberg (1154)
3. Burgen (564)
4. Erden (430)
5. Gornhausen (213)
6. Graach an der Mosel (662)
7. Hochscheid (266)
8. Kesten (330)
9. Kleinich (674)
10. Kommen (281)
11. Lieser (1230)
12. Longkamp (1114)
13. Lösnich (489)
14. Maring-Noviand (1441)
15. Minheim (458)
16. Monzelfeld (1310)
17. Mülheim an der Mosel (978)
18. Neumagen-Dhron (2316)
19. Piesport (2048)
20. Ürzig (924)
21. Veldenz (967)
22. Wintrich (916)
23. Zeltingen-Rachtig (2192)

- 2. Verbandsgemeinde Thalfang am Erbeskopf

1. Berglicht (472)
2. Breit (297)
3. Büdlich (208)
4. Burtscheid (111)
5. Deuselbach (263)
6. Dhronecken (124)
7. Etgert (66)
8. Gielert (130)
9. Gräfendhron (93)
10. Heidenburg (712)
11. Hilscheid (256)
12. Horath (529)
13. Immert (158)
14. Lückenburg (103)
15. Malborn (1355)
16. Merschbach (67)
17. Neunkirchen (153)
18. Rorodt (56)
19. Schönberg (232)
20. Talling (235)
21. Thalfang * (1819)

- 3. Verbandsgemeinde Traben-Trarbach

1. Bausendorf (1441)
2. Bengel (851)
3. Burg (Mosel) (359)
4. Diefenbach (91)
5. Enkirch (1432)
6. Flußbach (431)
7. Hontheim (858)
8. Irmenach (645)
9. Kinderbeuern (1018)
10. Kinheim (782)
11. Kröv (2230)
12. Lötzbeuren (472)
13. Reil (959)
14. Starkenburg (216)
15. Traben-Trarbach, Stadt * (5662)
16. Willwerscheid (58)

- 4. Verbandsgemeinde Wittlich-Land
[Sitz: Wittlich]

1. Altrich (1688)
2. Arenrath (382)
3. Bergweiler (863)
4. Bettenfeld (669)
5. Binsfeld (1363)
6. Bruch (495)
7. Dierfeld (16)
8. Dierscheid (183)
9. Dodenburg (97)
10. Dreis (1368)
11. Eckfeld (388)
12. Eisenschmitt (354)
13. Esch (418)
14. Gipperath (224)
15. Gladbach (347)
16. Greimerath (282)
17. Großlittgen (1061)
18. Hasborn (620)
19. Heckenmünster (144)
20. Heidweiler (178)
21. Hetzerath (2522)
22. Hupperath (640)
23. Karl (210)
24. Klausen (1491)
25. Landscheid (2218)
26. Laufeld (526)
27. Manderscheid, Stadt (1462)
28. Meerfeld (350)
29. Minderlittgen (709)
30. Musweiler (49)
31. Niederöfflingen (440)
32. Niederscheidweiler (264)
33. Niersbach (729)
34. Oberöfflingen (273)
35. Oberscheidweiler (197)
36. Osann-Monzel (1795)
37. Pantenburg (229)
38. Platten (876)
39. Plein (619)
40. Rivenich (748)
41. Salmtal (2511)
42. Schladt (141)
43. Schwarzenborn (57)
44. Sehlem (1024)
45. Wallscheid (352)

Ehemalige Gemeinden
Die folgenden Gemeinden verloren seit der Kreisgründung im Jahre 1969 ihre Eigenständigkeit:
- Andel, am 7. November 1970 zu Bernkastel-Kues
- Beuren, am 1. Dezember 1974 zu Irmenach
- Bischofsdhron, am 31. Dezember 1974 zu Morbach
- Elzerath, am 31. Dezember 1974 zu Morbach
- Emmeroth, am 17. März 1974 zu Kleinich
- Fronhofen, am 17. März 1974 zu Kleinich
- Gonzerath, am 31. Dezember 1974 zu Morbach
- Götzeroth, am 17. März 1974 zu Kleinich
- Greverath, am 10. Juni 1979 zu Niersbach
- Gutenthal, am 31. Dezember 1974 zu Morbach
- Haag, am 31. Dezember 1974 zu Morbach
- Heinzerath, am 31. Dezember 1974 zu Morbach
- Hinzerath, am 31. Dezember 1974 zu Morbach
- Hoxel, am 31. Dezember 1974 zu Morbach
- Hundheim, am 31. Dezember 1974 zu Morbach
- Hunolstein, am 31. Dezember 1974 zu Morbach
- Ilsbach, am 17. März 1974 zu Kleinich
- Merscheid, am 31. Dezember 1974 zu Morbach
- Morscheid-Riedenburg, am 31. Dezember 1974 zu Morbach
- Niederkail, am 1. Dezember 1975 zu Landscheid
- Oberkleinich, am 17. März 1974 zu Kleinich
- Odert, am 31. Dezember 1974 zu Morbach
- Pilmeroth, am 17. März 1974 zu Kleinich
- Rapperath, am 31. Dezember 1974 zu Morbach
- Wederath, am 31. Dezember 1974 zu Morbach
- Wehlen, am 7. November 1970 zu Bernkastel-Kues
- Weiperath, am 31. Dezember 1974 zu Morbach
- Wenigerath, am 31. Dezember 1974 zu Morbach
- Wolzburg, am 31. Dezember 1974 zu Morbach

Siehe auch
- Listen zu dem Begriff „Gebietsveränderungen“ siehe Gebietsreformen in Rheinland-Pfalz
- Liste der Kommunen im Landkreis Bernkastel-Wittlich
- Liste der Orte im Landkreis Bernkastel-Wittlich

## Kfz-Kennzeichen
Am 7. Juni 1969 wurde dem Landkreis das seit dem 1. Juli 1956 für den Landkreis Wittlich gültige Unterscheidungszeichen WIL zugewiesen. Es wird durchgängig bis heute ausgegeben. Seit dem 26. November 2012 ist in Zusammenhang mit der Kennzeichenliberalisierung auch das Unterscheidungszeichen BKS (Bernkastel-Kues) erhältlich.